# Lunatica
Lunatica – szwajcarska grupa wykonująca muzykę z pogranicza gothic i power metalu. Powstała w 1998 roku w Suhr. W skład zespołu obecnie wchodzą Andrea Dätwyler (wokal), Sandro D'Incau (gitara), Emilio Barrantes (gitara basowa), Alex Seiberl (keyboard) i Ronny Wolf (perkusja). 
Podwaliny zespołu położyli Alex Seiberl i  Sandro D'Incau, lecz nie mogli znaleźć prowadzącego głosu dla zespołu. Po długich poszukiwaniach zespół znalazł Andrea'e w 2001 roku. Stała się ona prowadzącą wokalistką i ich pierwszy album Atlantis ukazał się tego samego roku.
Album odniósł sukces i Lunatica występowała na wielu koncertach i festiwalach. Grając na Metaldayz festival (największym otwartym festiwalu fanów metalu w Szwajcarii) Lunatica została wybrana "najlepszym nowo powstałym zespołem" i zyskała wielu nowych fanów.
w przypadku drugiego albumu Fables & Dreams, zespół podjął współpracę z odnoszącym sukcesy twórcą Saschą Paeth, znanym z produkcji dla Rhapsody, Kamelot, Angra, After Forever, Edguy i Heavens Gate. Album został wypuszczony 16 lutego 2004 roku w Szwajcarii.
Trzeci album studyjny The Edge of Infinity ukazał się w sierpniu 2006, a w ślad za nim New Shores w lutym 2009 roku.

## Dyskografia
Albumy studyjne
- Atlantis (2001)
- Fables & Dreams (2004)
- The Edge of Infinity (2006)
- New Shores (2009)

Single
- Fable of Dreams (2004)
- Who You Are (2005)